# Old Shatterhand
Old Shatterhand je izmišljeni junak nemškega pisatelja Karla Maya v njegovih delih o Vinetouju.
Karl May zgodbo pripoveduje v prvi osebi. Karl najprej v poučuje v St. Louisu kot učitelj kjer se spoprijatelji z Mr. Henryjem, izdelovalcem pušk. Henry je navdušen nad Karlovo močjo in ga zaposli kot geodeta, ki naj bi sodeloval pri izmeri trase za vlak. Razen njega merijo še štirje, ki pa samo pijejo brandy. Varuje jih dvanajst westmanov. Ker merijo na indijanskem ozemlju, pridejo k njim trije Indijanci(Apači iz rodu Meskalerov): Klekih-petra (Beli oče), poglavar Inču Čuna in poglavarjev sin Vinetou. Ker geodeti ne želijo upoštevati njihove želje jih to zelo ujezi. Eden izmed westmanov, Rattler ponudi brandy Vinetouju in ker ga ta noče piti, mu Rattler zlije brandy v obraz. Vinetou ga udari in Rattler ga zato želi ustreliti. Vendar se Klekih-petra žrtvuje za Vinetouja in se nastavi Rattlerju in tako Rattler ustreli Klekih-petro. Ker so Apači jezni, napadejo geodete in westamane in ubijejo vse razen Karla, Sama Hawkensa, Dicka Stona, Willa Parkerja in Rattlerja. Razen Rattlerja se rešijo, Vinetou in  Karl pa se pobratita. Ker je bil Karl zelo močan, dobi prerijsko ime Old Shatterhand. Vinetoujeva sestra Nšo-či (v apaščini Lepi Dan) je bila zaljubljena v Old Shatterhanda in Inču Čuna (vinetoujev oče), Vinetou, Nšo-či, Old Shatterhand in Sam Hawkens so šli v mesta bledokožcev. Med potjo je Sam Hawkens domnevnim kavbojem povedal, da gredo na vzhod in glavni med kavboji, Santer, jim je prisluškoval in izvedel, da nameravajo na goro po zlato, ki so jo Apači poimenovali Nugget-tsil (tsil pomeni gora). Ko so šli Vinetou, Nšo-či in Inču Čuna (kje leži zlato so lahko vedeli samo poglavarji) je Santer ubil Inču Čuno in Nšo-či, Old Shatterhand, ki je opazil da jim sledi Santer, je pomagal Vinetouju in se je tako ta rešil. Ko je Nšo-či umirala je prosila Vinetouja, naj jo maščuje. Pognala sta se na lov za Santerjem.
V filmih posnetih po romanu sta v vlogi Vinetouja nastopila Pierre Brice in Old Shaterhanda Lex Barker.